# Unicredit Czech Open 2003
L'Unicredit Czech Open 2003 è stato un torneo di tennis facente parte della categoria ATP Challenger Series nell'ambito dell'ATP Challenger Series 2003. Il torneo si è giocato a Prostějov in Repubblica Ceca dal 2 all'8 giugno 2003 su campi in terra rossa.

## Vincitori

### Singolare
Radek Štěpánek ha battuto in finale  Mariano Puerta con il punteggio di 7–5, 6–3

### Doppio
Jaroslav Levinský /  David Škoch hanno battuto in finale  Rubén Ramírez Hidalgo /  Sergio Roitman con il punteggio di 6–2, 6–2